# がくぶん
がくぶんは、東京都新宿区早稲田町に本部を置く通信教育団体。団体名は、社名の「学文社」に由来したもの。2012年までの屋号は、がくぶん総合教育センター（がくぶんそうごうきょういくセンター）。

## 概要
前身の「日本ペン習字研究会」で開講したボールペン字の通信講座では、日ペンの美子ちゃんのイメージキャラが誕生して彼女が登場する漫画広告が雑誌に掲載された。
趣味や教養を深める講座が多い。有名人を講師にした通信講座もあり服部幸應（食育インストラクター養成講座）、高木ブー（高木ブーの楽しいウクレレ講座）、などが講座監修者として名を連ねる。

## 沿革
- 1923年（大正13年） - 井上通信英語学校の商号で創立者・柴山格太郎（英語学者井上十吉の甥）が英語通信教育を開始。
- 1932年（昭和7年） - 日本ペン習字研究会の商号で井上千圃指導のペン習字通信教育を開始。
- 1935年（昭和10年） - 日本書道学院の商号で中村春堂指導の書道通信教育を開始。
- 1960年（昭和35年） - 経営主体として株式会社学文社設立（資本金100万円）。
- 1973年（昭和48年） - 「現代ボールペン習字講座」開講、広告漫画「日ペンの美子ちゃん」誕生。
- 1982年（昭和57年） - 学文社カルチャーセンターを「本部教室」を東京都千代田区飯田橋に開設。
- 1984年（昭和59年） - 新社屋が東京都新宿区早稲田町に完成、企業のCIを推進し「がくぶん」の統一名称でロゴ・マークを設定、以後「医療事務」「漢字検定」「自己暗示術」「速読・記憶術」「賞状書士」など話題の講座を次々と開講。
- 1995年（平成7年） - 学文社を含む数社が発起人となり社団法人日本通信教育振興協会設立。
- 1998年（平成10年） - 台湾での通信販売を開始するため、台北に支店開設
- 2000年（平成12年） - インターネットによる通信販売を開始。
- 2004年（平成16年） - 「本部教室」を学文社本社のある東京都新宿区早稲田町に移転。
- 2012年（平成24年） - 屋号を「がくぶん総合教育センター」から「がくぶん」に変更
- 2012年（平成24年） - マスコットキャラクター「がくにゃん太」誕生
- 2017年（平成27年） - 6代目日ペンの美子ちゃんTwitterで活動開始